# Ramón Castro Ruz

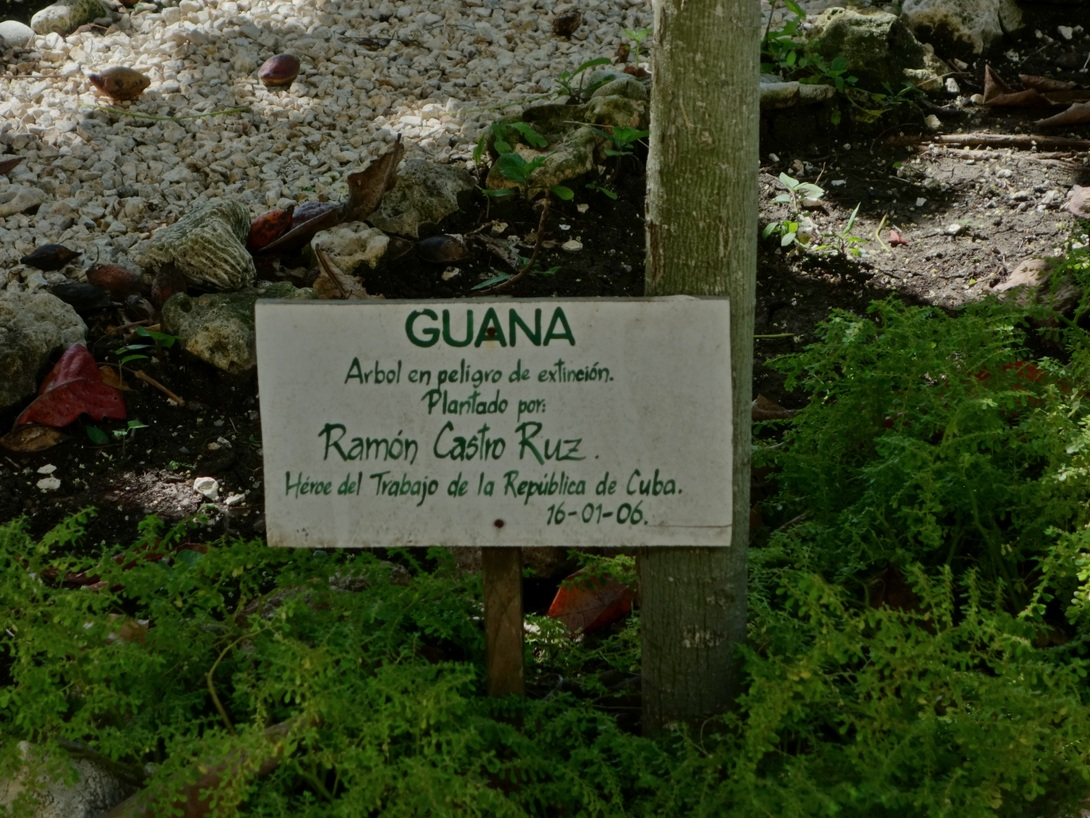
Gedenktafel an einem von Ramón Castro gepflanzten Baum in einer Hotelanlage in Kuba

Ramón Eusebio Castro Ruz (* 14. Oktober 1924 in Birán, Kuba; † 23. Februar 2016 in Havanna, Kuba), auch Mongo genannt, war der ältere Bruder von Fidel und Raúl Castro und das älteste Kind von Ángel Castro Argiz und Lina Ruz González.

## Leben
Sein Vater Ángel Castro, ein Galicier, ursprünglich als spanischer Soldat im Kubanischen Unabhängigkeitskrieg nach Kuba gekommen, war ein als Zuckerrohrfarmer reich gewordener Großgrundbesitzer. Seine Mutter war zunächst Dienstmädchen im Hause Castro, als Ángel Castro noch in erster Ehe mit Lidia Argota verheiratet war. Der Vater anerkannte Ramón als leibliches Kind, ebenso wie dessen Geschwister aus der Beziehung mit Lina, erst im Jahre 1943. Ramón Castro war zu diesem Zeitpunkt bereits 19 Jahre alt.
Castro wurde 1953 während der Batista-Diktatur verhaftet, beteiligte sich später während der Revolution an der Bewegung des 26. Juli und organisierte Nachschublinien für die Ostfront. Nach der Revolution wurde er wichtiger Berater der kubanischen Regierung in Fragen der Landwirtschaft. Er gründete mehrere Staatsbetriebe, darunter solche, die sich mit dem Transport von Zuckerrohr und dem Anbau von Orangen beschäftigten. Er war auf dem Gebiet der Landwirtschaft einflussreicher als der zuständige Minister, hatte selbst aber nur geringe direkte Macht. Ramón Castro Ruz war Gründungsmitglied der Kommunistischen Partei Kubas und stellvertretender Präsident der Nationalversammlung. Ramón Castro trug den Ehrentitel „Held der Arbeit der Republik Kuba“.
Zum Zeitpunkt seines Ablebens hatte Ramón Castro keine politische Funktion mehr inne. Er war mit Aurora Castillo verheiratet und hatte fünf Kinder. Er lebte außerhalb von Havanna auf einer Farm.